# Код да Вінчі (фільм)
«Код да Вінчі» (англ. The Da Vinci Code) — фільм Рона Говарда за твором американського письменника Дена Брауна.

## Сюжет
Роберта Ленґдона (Том Генкс), відомого професора в царині символіки, запрошують до Лувру, де був убитий куратор музею Жак Соньєр. Але перед смертю йому вдається залишити зашифроване за допомогою послідовності Фібоначчі послання. Саме для того, щоб розшифрувати повідомлення, капітан поліції Безу Фаш (Жан Рено) і запрошує Роберта Ленґдона на місце злочину. Софі Неве (Одрі Тоту), криптолог, внучка убитого, яка теж запрошена для допомоги при розшифруванні загадкового послання, повідомляє професору, що його підозрюють у вбивстві куратора, у зв'язку з тим, що саме його ім'я зазначене в останньому записі Соньєра. Софі допомагає Ленґдону втекти від поліції, оскільки впевнена, що він зможе допомогти розгадати таємницю її дідуся.
Наражаючи своє життя на смертельну небезпеку, Ленґдон разом із Софі знаходить серію головоломок, захованих у роботах Леонардо да Вінчі, які вказують на існування секретного товариства — Пріорату Сіону, що оберігає стародавню таємницю — «джерело Божої Влади на Землі». Скориставшись підказками, захованими в картинах великого митця, вони забирають з банку в Парижі криптекс, дерев'яний контейнер з манускриптом. Але вони не можуть відкрити його, оскільки для цього потрібно відгадати п'ятизначний код. Зламати криптекс, за сюжетом, неможливо — оцет, що знаходиться в капсулі, знищить документ.
Після цього головні герої вирушають до знайомого Ленґдона Лі Тібінга (Ієн Мак-Келлен), який схиблений на пошуках Грааля. Тібінг вважає Марію Магдалину дружиною Ісуса, а для того, щоб її захищати, було створено таємне товариство, і дід Софі був одним з його членів. Під час їхньої розмови на них нападає Сайлас, релігійний фанатик з Opus Dei, який убив Жака Соньєра, а тепер намагається відібрати криптекс. Але в нього нічого не виходить, а герої разом з професором їдуть до Лондону, щоб у Вестмінстерському абатстві відшукати нову підказку.
У Лондоні вони дізнаються про те, що Лі Тібінг залучений до вбивства Соньєра. Він погрожує застрелити Софі й вимагає, щоб Ленґдон віддав йому криптекс і розшифрував код. Але в цей час з'являється поліція, яка забирає Тібінга, а головні герої вирушають до каплиці Розлін, де вони зустрічаються з членами стародавнього ордену. Вони розповідають Софі, хто вона насправді. Після прибуття до Парижу Ленґдон розуміє, що весь цей час вони шукали могилу Марії Магдалини не в тому місці, а вона перебувала прямо у них під носом: під пірамідою-куполом Луврського музею, де і загинув Жак Соньєр.

## У ролях
- Том Генкс — Роберт Ленґдон
- Одрі Тоту — Софі Неві
- Ієн Мак-Келлен — Сер Лью Тібінг
- Альфред Моліна — єпископ Арінгароса
- Юрген Прохнов — Андре Верне
- Жан Рено — капітан Безу Фаш
- Етьєн Шико — лейтенант Жером Колле
- Пол Беттані — Сайлас
- Жан-П'єр Мар'єль — Жак Соньєр
- Сет Гейбл — Майкл
- Дені Подалідес — контролер польоту

## Знімання
Церковні кола та деякі верстви населення активно чинили спротив зйомкам фільму, тому знімати в Сен-Сюльпіс та Вестмінстерському абатстві заборонили. Роль останнього виконав старовинний Лінкольнський собор. Французьке міністерство культури дозволило зняти першу сцену фільму в Луврі, щоправда, оригінал «Джоконди» замінили копією.

## Цікаво
Найкасовіший фільм Тома Генкса — $758,239,851.
Одна з головоломок у фільмі — криптекс. Це циліндр, у якому заховано важливий манускрипт, замкнений за допомогою шифру. Щоб відкрити криптекс, треба знати код, бо при спробі застосування сили для відкриття головоломки оцет, що міститься всередині, знищить манускрипт. Але це дуже наївний захист — за температури −2 за Цельсієм оцет замерзає, тож криптекс можна вільно зламати.